# Morti nel 1999/Aprile
| Questa pagina contiene informazioni ricavate automaticamente dalle voci biografiche con l'ausilio del template Bio e di un bot. L'aggiornamento è periodico e automatico e ricostruisce completamente la pagina. Se manca una persona in questa lista, sei pregato di non aggiungerla, ma accertati piuttosto che la sua voce biografica contenga il template Bio e che i dati anagrafici siano correttamente compilati. Se il template Bio manca, inseriscilo tu stesso o, in alternativa, metti l'avviso {{tmp\|Bio}} che ne segnala la mancanza. Se i dati riportati sono sbagliati, correggi direttamente la voce biografica; le modifiche saranno visibili in questa lista entro pochi giorni. Per chiarimenti vedi il progetto biografie. La lista contiene solo le 110 persone che sono citate nell'enciclopedia e per le quali è stato implementato correttamente il template Bio. Pagina aggiornata al 26 giu 2025. |

- 2 aprile - Pietro Augusto Cassina, pittore italiano (n. 1913)
- 3 aprile - Helen Aberson, scrittrice statunitense (n. 1907)
- 3 aprile - Lionel Bart, compositore e librettista inglese (n. 1930)
- 3 aprile - Joe Cassano, rapper italiano (n. 1973)
- 3 aprile - Evelyn Lambart, regista e animatrice canadese (n. 1914)
- 4 aprile - Karl Barufka, calciatore tedesco (n. 1921)
- 4 aprile - Ugo Donato Bianchi, arcivescovo cattolico italiano (n. 1930)
- 4 aprile - Faith Domergue, attrice statunitense (n. 1924)
- 4 aprile - Francesco Grisi, scrittore, critico letterario e giornalista italiano (n. 1927)
- 4 aprile - Vladimir Pavlovič Orlov, politico sovietico (n. 1921)
- 4 aprile - Bob Peck, attore britannico (n. 1945)
- 4 aprile - Riccardo Castagnedi, pittore, grafico e pubblicitario italiano (n. 1912)
- 4 aprile - Aldus Roger, fisarmonicista statunitense (n. 1916)
- 4 aprile - Early Wynn, giocatore di baseball statunitense (n. 1920)
- 5 aprile - Giulio Einaudi, editore italiano (n. 1912)
- 5 aprile - Sam Shaw, fotografo statunitense (n. 1912)
- 6 aprile - Nello Baglini, imprenditore italiano (n. 1907)
- 6 aprile - Red Norvo, vibrafonista statunitense (n. 1908)
- 6 aprile - William Pleeth, violoncellista britannico (n. 1916)
- 6 aprile - Rosaire Smith, sollevatore canadese (n. 1914)
- 7 aprile - Franco Cagnetta, storico dell'arte, antropologo e etnologo italiano (n. 1926)
- 7 aprile - Bob Tough, cestista e allenatore di pallacanestro statunitense (n. 1920)
- 8 aprile - Vladimír Hönig, calciatore cecoslovacco (n. 1921)
- 8 aprile - Fritz Tegtmeier, aviatore tedesco (n. 1917)
- 9 aprile - Livio Labor, politico, giornalista e sindacalista italiano (n. 1918)
- 9 aprile - Mary Lutyens, scrittrice britannica (n. 1908)
- 9 aprile - Ibrahim Baré Maïnassara, militare e politico nigerino (n. 1949)
- 9 aprile - Albert Popwell, attore statunitense (n. 1926)
- 9 aprile - Raúl Silva Henríquez, cardinale e arcivescovo cattolico cileno (n. 1907)
- 9 aprile - Maria de la Cruz Nault, religiosa e mistica francese (n. 1901)
- 10 aprile - Fatafehi Tuʻipelehake, principe e politico tongano (n. 1922)
- 10 aprile - Charles Patrick Green, bobbista britannico (n. 1914)
- 10 aprile - Brownie Mary, attivista statunitense (n. 1922)
- 10 aprile - Ali Sayad Shirazi, generale iraniano (n. 1944)
- 11 aprile - Luciano Frigerio, designer, artista e musicista italiano (n. 1928)
- 11 aprile - Agim Ramadani, militare albanese (n. 1963)
- 11 aprile - Slavko Ćuruvija, giornalista e editore serbo (n. 1949)
- 12 aprile - Ricardo Barreiro, fumettista argentino (n. 1949)
- 12 aprile - Dora Calindri, attrice italiana (n. 1910)
- 12 aprile - Mario Forgione, giornalista e saggista italiano (n. 1933)
- 12 aprile - Paolo Martelli, calciatore italiano (n. 1970)
- 12 aprile - José Francisco de Morais, calciatore brasiliano (n. 1948)
- 13 aprile - Masaji Kiyokawa, nuotatore giapponese (n. 1913)
- 13 aprile - Harvey Postlethwaite, ingegnere britannico (n. 1944)
- 13 aprile - Willi Stoph, politico e generale tedesco (n. 1914)
- 14 aprile - Roy Chiao, attore cinese (n. 1927)
- 14 aprile - Ellen Corby, attrice statunitense (n. 1911)
- 14 aprile - Anthony Newley, attore e cantautore inglese (n. 1931)
- 14 aprile - Nicola Trussardi, stilista e imprenditore italiano (n. 1942)
- 15 aprile - Antonio Mazzarino, politico, latinista e filologo classico italiano (n. 1923)
- 15 aprile - Ortvin Sarapu, scacchista estone (n. 1924)
- 16 aprile - Zoë Lund, attrice, sceneggiatrice e compositrice statunitense (n. 1962)
- 16 aprile - Giorgio Lungarotti, imprenditore italiano (n. 1910)
- 16 aprile - Skip Spence, polistrumentista e cantautore canadese (n. 1946)
- 17 aprile - Georges Miez, ginnasta svizzero (n. 1904)
- 17 aprile - Roger Novaro, calciatore francese (n. 1933)
- 18 aprile - Vicente Escrivá, regista e sceneggiatore spagnolo (n. 1913)
- 18 aprile - Herman Miller, sceneggiatore statunitense (n. 1919)
- 18 aprile - Gian-Carlo Rota, matematico e filosofo italiano (n. 1932)
- 19 aprile - Hermine Braunsteiner, criminale austriaca (n. 1919)
- 19 aprile - Flora Carabella, attrice italiana (n. 1926)
- 19 aprile - Yōko Tani, attrice e showgirl francese (n. 1928)
- 19 aprile - Antonio Vidal, calciatore spagnolo (n. 1923)
- 20 aprile - Antonio Lisi, politico e avvocato italiano (n. 1938)
- 20 aprile - Rick Rude, wrestler statunitense (n. 1958)
- 21 aprile - Kelly, cantante italiana (n. 1933)
- 21 aprile - Phillip Omondi, allenatore di calcio e calciatore ugandese (n. 1957)
- 21 aprile - Stefano Pompeo, italiano (n. 1987)
- 21 aprile - Charles Rogers, attore e musicista statunitense (n. 1904)
- 21 aprile - Liz Tiberis, editrice britannica (n. 1947)
- 22 aprile - Antonella Bechi Piaggio, italiana (n. 1938)
- 22 aprile - Peter Fellin, pittore italiano (n. 1920)
- 22 aprile - Bert Remsen, attore statunitense (n. 1922)
- 23 aprile - Sol Katz, geografo e informatico statunitense (n. 1947)
- 23 aprile - Melba Liston, trombonista, arrangiatrice e compositrice statunitense (n. 1926)
- 23 aprile - Tullio Pandolfini, pallanuotista italiano (n. 1914)
- 23 aprile - Roger Rio, calciatore francese (n. 1913)
- 23 aprile - Celso Torrelio Villa, politico e militare boliviano (n. 1933)
- 24 aprile - Corrado Banchi, fotografo italiano (n. 1912)
- 24 aprile - Arthur Boyd, pittore australiano (n. 1920)
- 24 aprile - Renato Braglia, allenatore di calcio e calciatore italiano (n. 1920)
- 25 aprile - William Hunter McCrea, astronomo britannico (n. 1904)
- 25 aprile - Michael Morris Killanin, giornalista, militare e dirigente sportivo irlandese (n. 1914)
- 25 aprile - Roger Troutman, cantante e musicista statunitense (n. 1951)
- 26 aprile - Man Mohan Adhikari, politico nepalese (n. 1920)
- 26 aprile - Albano Biondi, storico italiano (n. 1930)
- 26 aprile - Jill Dando, giornalista e conduttrice televisiva inglese (n. 1961)
- 27 aprile - Gunnar Brunvoll, impresario teatrale norvegese (n. 1924)
- 27 aprile - Al Hirt, trombettista e direttore d'orchestra statunitense (n. 1922)
- 27 aprile - Pavel Vladimirovič Klušancev, regista cinematografico sovietico (n. 1910)
- 27 aprile - Rolf Landauer, fisico tedesco (n. 1927)
- 27 aprile - Maria Stader, soprano ungherese (n. 1911)
- 27 aprile - Mark Weiser, informatico statunitense (n. 1952)
- 27 aprile - Ajan Gasanovna Šachmalieva, regista sovietica (n. 1932)
- 28 aprile - Rory Calhoun, attore statunitense (n. 1922)
- 28 aprile - Alf Ramsey, calciatore e allenatore di calcio inglese (n. 1920)
- 28 aprile - Arthur Schawlow, fisico statunitense (n. 1921)
- 28 aprile - Roderick Thorp, romanziere, investigatore privato e insegnante statunitense (n. 1936)
- 28 aprile - Giuseppe Traverso, allenatore di calcio e calciatore italiano (n. 1910)
- 29 aprile - Les Bennett, calciatore inglese (n. 1918)
- 29 aprile - Bernhard Cuiper, cestista tedesco (n. 1913)
- 29 aprile - Denzō Ishizaki, supercentenario giapponese
- 29 aprile - Börge Lindau, designer svedese (n. 1932)
- 29 aprile - Giorgio Padoan, filologo e critico letterario italiano (n. 1933)
- 29 aprile - Arvo Viitanen, fondista finlandese (n. 1924)
- 30 aprile - Jacqueline Gallay, tennista francese (n. 1905)
- 30 aprile - Vera Gobbi Belcredi, pianista italiana (n. 1903)
- 30 aprile - Darrell Sweet, batterista britannico (n. 1946)
- 30 aprile - Angelo Tosato, biblista italiano (n. 1938)
- 30 aprile - Theresa Wallach, motociclista e scrittrice britannica (n. 1909)